# 卡爾頓 (明尼蘇達州)
卡爾頓（英語：Carlton）是一個位於美國明尼蘇達州卡爾頓縣的都市。根據2010年美國人口普查，該地共人口862人，而該地的面積約為5.88平方千米。同時該地也是卡爾頓縣的縣治。

## 地理
卡爾頓的座標為46°39′50″N 92°25′30″W / 46.66389°N 92.42500°W，而該地的平均海拔高度為330米（即1083英尺）。